# 勒姆希尔德
勒姆希尔德（德語：Römhild，發音：[ˈʁøːmˌhɪlt] ⓘ）是德国图林根州希尔德堡豪森县的城市，面积122.45平方千米，2023年12月31日人口为6,571人。